# Five Live (EP de George Michael)
Five Live é um EP de Queen em colaboração com o cantor pop britânico George Michael e Lisa Stansfield, lançado em abril de 1993. As faixas foram gravadas em abril de 1992 no Estádio de Wembley para um concerto em homenagem a Freddie Mercury, vocalista da banda Queen e amigo pessoal de George Michael.

## Faixas
| N.º | Título                                                                                  | Duração |  |
| 1.  | "Somebody to Love (por Queen e George Michael)" (Freddie Mercury)                       | 5:17    |  |
| 2.  | "Killer (por George Michael)" (Adam Tinley/Seal-Henry Samuel)                           | 5:58    |  |
| 3.  | "Papa Was a Rollin' Stone (por George Michael)" (Norman Whitfield/Barrett Strong)       | 5:24    |  |
| 4.  | "These Are the Days of Our Lives (por Queen, George Michael e Lisa Stansfield)" (Queen) | 4:43    |  |
| 5.  | "Calling You (por George Michael)" (Bob Telson)                                         | 6:17    |  |
| 6.  | "Dear Friends (por Queen)" (Brian May)                                                  | 1:07    |  |